# Langwerth von Simmern

Wappen der Langwerth von Simmern

Langwerth von Simmern, auch Langwerth zu Simmern, ist der Name eines noch bestehenden Mittel- und Oberrheinischen Adelsgeschlechts, das ab Mitte des 18. Jahrhunderts zugleich auch im Hannoverschen ansässig wurde.

## Geschichte

### Herkunft
Erstmals erwähnt wird die Familie mit Cuno de Simeren in einer am 29. Januar 1215 ausgestellten Urkunde. Die gesicherte Stammreihe beginnt mit Nikolaus Langwerth von Simmern († 1449), der ab 1417 urkundlich erscheint. Um 1411 erbte er die Burg zu Hattenheim im Rheingau.
Nach Kneschke stammte das Geschlecht ursprünglich aus der Wetterau und schrieb sich Langerte bzw. Langete. Zur Familie sollen auch Wiegand und Albrecht von Langerte gehört haben, die ab 1343 urkundlich auftreten. Ebenso Werner und Ulrich von Langerte, die noch 1394 nur die Lilie im Wappenschild führten. Schon kurze Zeit später ließ sich ein Angehöriger auf der Linksrheinischen Seite, in Lothringen, nieder. Nach der dortigen Sprachweise wurde das G im Namen durch ein U ersetzt, so dass die Aussprache Languert bzw. Langwirt entstand.

### Ausbreitung und Persönlichkeiten

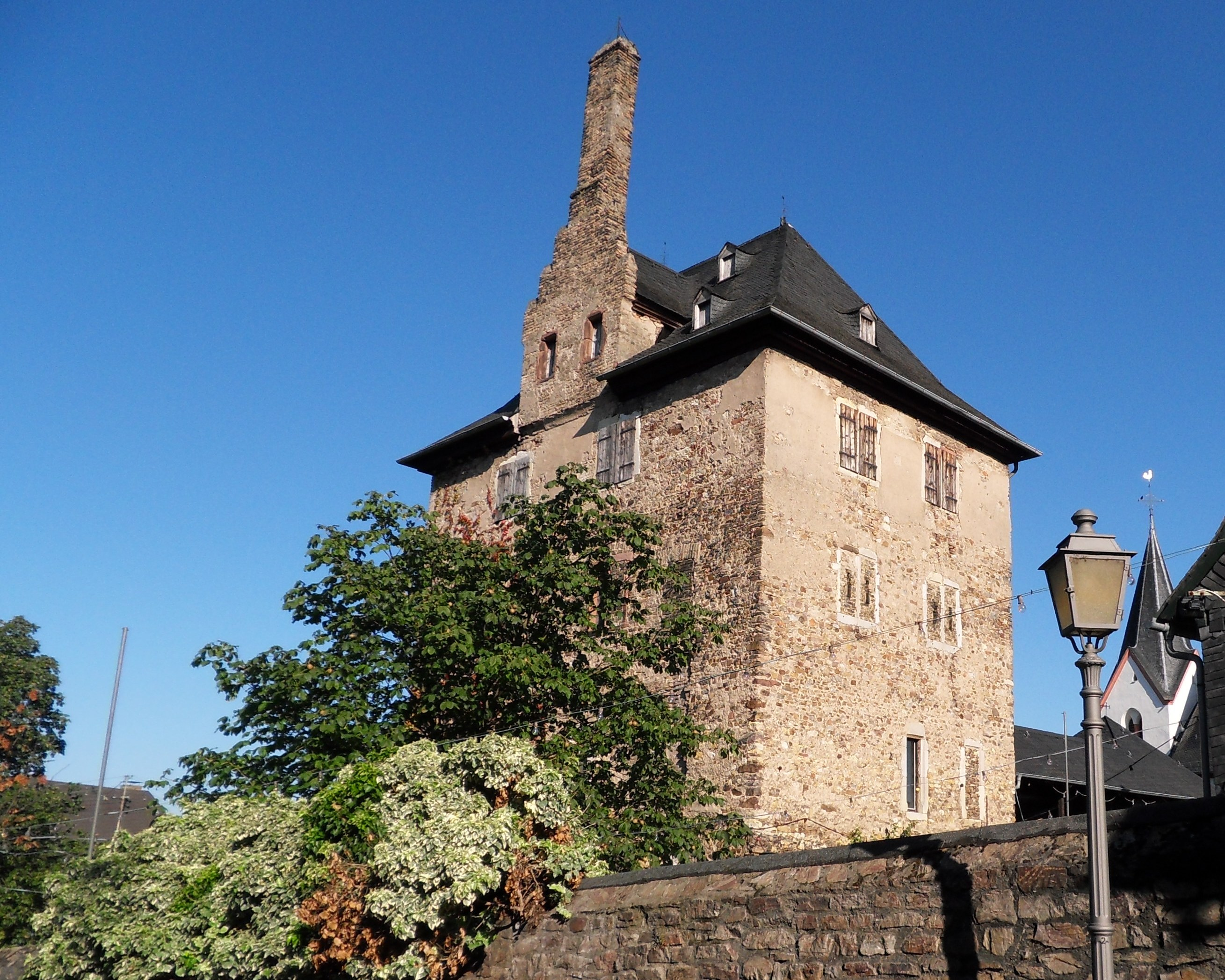
Burg Hattenheim

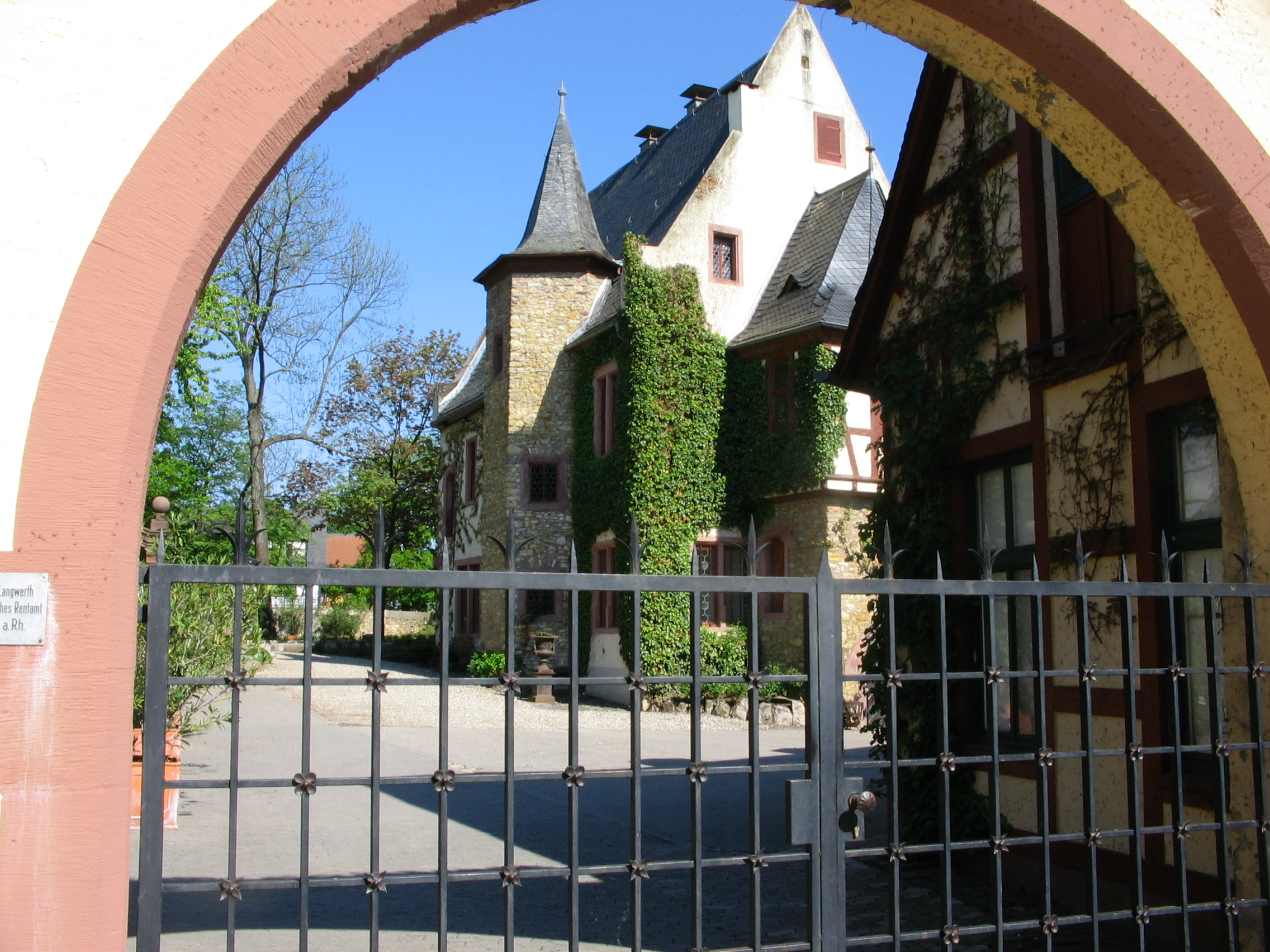
Stockheimer Hof mit Weingut Freiherrlich Langwerth von Simmern’sches Rentamt in Eltville am Rhein

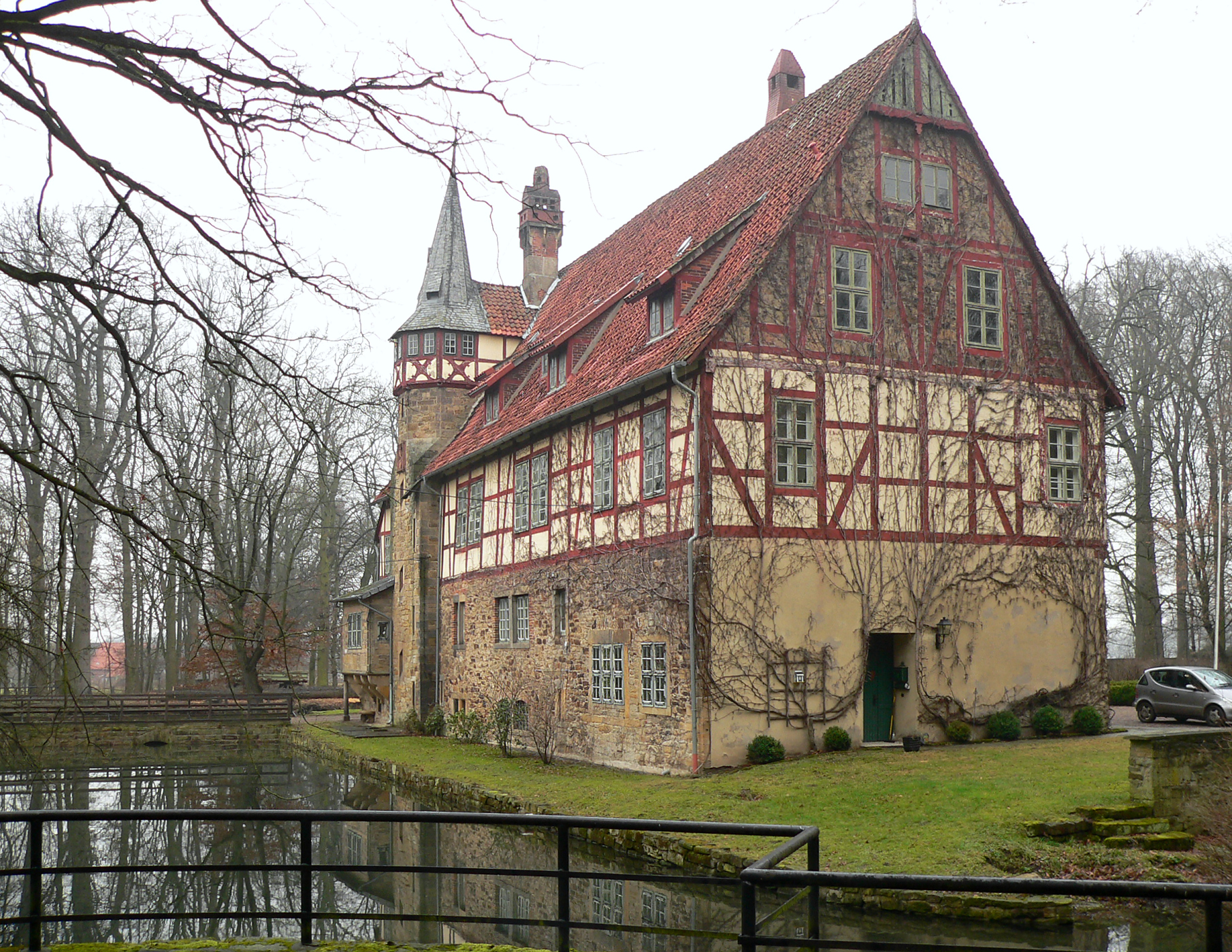
Rittergut Wichtringhausen bei Hannover

1411 ging die Burg Hattenheim an die Langwerth über. Der Sohn des Stammvaters Nikolaus, Johann, wurde kurfürstlich pfälzischer Kanzler zu Simmern. 1464 belehnte Herzog Ludwig I. von Pfalz-Zweibrücken ihn für seine Dienste mit dem Hattenheimer Mannberg. Sein Sohn Georg bezog die Burg Hattenheim ab 1463 als Hauptwohnsitz, die für rund 300 Jahre Stammsitz blieb. Georgs Nachkommen in der vierten Generation waren Johann Adolph und Georg Christoph, Söhne von Hans Georg aus der Ehe mit Philippine von Grorodt.
1711 siedelte die Familie in den Stockheimer Hof in Eltville über, der seitdem Sitz des Weingutes Freiherrlich Langwerth von Simmern’sches Rentamt ist und seitdem auch Langwerther Hof genannt wird. Johann Adolph († 1700) wurde Komtur des Deutschen Ordens zu Ober-Flörsheim, kurmainzischer Kammerherr und Oberst und Kommandant zu Erfurt. Georg Christoph († 1702) nahm den protestantischen Glauben an und wurde als ältester Sohn Erbe der Familiengüter. Er heiratete eine Tochter des kaiserlichen Gerichtsassessors Wolf von Gemmingen. Von den Söhnen aus dieser Ehe blieb der ältere, Gottfried Langwerth von Simmern (1669–1741), Katholik und trat in den geistlichen Stand. Er erhielt zu Regensburg die Priesterweihe, wurde Domherr im Hochstift Regensburg und starb 1741 als Weihbischof zu Regensburg. Der jüngere Sohn, Philipp Reinhard, verheiratet mit Susanne von Gemmingen, gab die im Spanischen Erbfolgekrieg verwüstete väterliche Burg Hattenheim auf und erwarb den Sanecker Hof zu Eltville am Rhein käuflich. Das Gut war noch lange Zeit im Besitz der Familie als Lehn der Grafen von Nassau.
Von seinen vier Söhnen konnte nur Georg Reinhard (1713–1778) den Stamm dauerhaft fortsetzen. Er trat als Hof- und Kanzleirat in hannoversche Dienste und heiratete 1742 Melusine Sophie († 1792), Tochter des hannoverschen Generals von Campen. Später konnten die Camp’schen Güter zu Egestorf, Neustadt und Wüstrof mit dem Patronat zu Bodenau erworben werden. Georg Reinhard Langwerth von Simmern erwarb für sich 1743 das Rittergut Wichtringhausen im Calenbergischen. Sein jüngerer Bruder Ludwig Christian Langwerth von Simmern wurde Ritterhauptmann der Mittelrheinischen Ritterschaft. Eine ihrer fünf Schwestern, Caroline, vermählte sich mit Carl Philipp Freiherr von und zum Stein und wurde die Mutter des bedeutenden königlich preußischen Staatsministers Heinrich Friedrich Karl vom und zum Stein (1757–1831).
Ernst Freiherr Langwerth von Simmern wurde königlich britischer General der Deutschen Legion. Er fiel 1809 in der Schlacht von Talavera. Aus seiner 1796 geschlossenen Ehe mit Julie von Ahlefeld († 1821) entstammte der Sohn Freiherr Friedrich Langwerth von Simmern (* 1802), Herr auf Wichtringhausen. Er wurde königlich hannoverischer Oberappellationsgerichtsrat. Sein 1846 verstorbener Bruder Adolph Freiherr Langwerth von Simmern war königlich hannoverischer Major. Er heiratete 1831 Isabelle Freiin von Bülow-Bothkamp.
Während des 18. Jahrhunderts waren die Freiherren Langwerth von Simmern wegen des Besitzes der Ganerbschaft Nieder-Saulheim (ein Siebentel) und der Ganerbschaft Schornsheim (ein Fünftel) Mitglieder der Reichsritterschaft im Ritterkanton Oberrheinstrom des Rheinischen Ritterkreises. Angehörige des Geschlechts waren auch im Ritterkanton Mittelrheinstrom immatrikuliert. Durch den Besitz des Ritterguts Wichtringhausen und des Gutes Leeste im Hoyaischen gehörte die Familie im späteren Königreich Hannover zum ritterschaftlichen Adel der calenbergischen und hoyaischen Landschaft.
Das Rittergut Wichtringhausen wird von der Familie bis heute bewirtschaftet (Land- und Forstwirtschaft, Eventlocation, Vinothek) und dient seit 2019 auch als Wohnsitz. Auch die Burg Hattenheim befindet sich noch im Familienbesitz, wird jedoch bereits seit Jahren einem gemeinnützigen Verein zur Nutzung überlassen. Das Weingut Langwerther Hof (ehemals Stockheimer Hof) in Eltville wurde 2018 im Rahmen einer Neuausrichtung des gesamten Familienunternehmens aufgegeben und die Immobilie veräußert. Die im Besitz verbliebenen 15 Hektar Rebfläche – mit geschichtsträchtigen Weinbergen wie Erbacher Marcobrunn, Hattenheimer Nussbrunnen oder Rauentaler Baiken – werden seither im Rahmen einer Kooperation durch das Weingut Corvers-Kauter biologisch bewirtschaftet (seit 2018 in Konversion; ab dem Jahrgang 2021 mit Zertifizierung), das im Auftrag und nach den Vorgaben von Georg-Reinhard Freiherr Langwerth von Simmern auch eine eigene Weinlinie für die Familie produziert. Die weltberühmte und historisch bedeutende Weinmarke „Freiherr Langwerth von Simmern“ bleibt auf diese Weise erhalten. Die Weine werden heute vom Rittergut Wichtringhausen aus vertrieben.

### Standeserhebungen
Das Geschlecht führt seit dem 18. Jahrhundert den Freiherrentitel unbeanstandet. Eine adelsrechtliche Nichtbeanstandung zur Führung des Freiherrentitels erfolgte am 23. September 1952 für Adolph Freiherr Langwerth von Simmern auf Wichtringhausen, preußischer Amtsgerichtsrat außer Dienst, durch Beschluss des Ausschusses für adelsrechtliche Fragen der Deutschen Adelsverbände.

## Wappen
Das Wappen zeigt in Schwarz eine goldene Lilie, überhöht von einem dreilatzigen blauen Turnierkragen. Auf dem Helm mit schwarz-goldenen Helmdecken die Lilie zwischen zwei Steinbockhörnern.

## Namensträger
- Adolf Langwerth von Simmern (* 1797; † 1846), deutscher Offizier und nassauischer Abgeordneter
- Ernst Langwerth von Simmern (* 1865; † 1942), deutscher Diplomat
- Ernst Eberhard Cuno Langwerth von Simmern (* 1757; † 1809), Brigade-General in der britischen Königlich Deutschen Legion
- Gottfried Langwerth von Simmern (* 1669; † 1741) Weihbischof in Regensburg
- Heinrich Langwerth von Simmern (* 1833; † 1914), hannoverisch-deutscher Politiker
- Johann Adolf Langwerth von Simmern (* 1643; † 1700), Obrist in Kurmainzer Diensten